# Sacra Famiglia (Collinson)
La Sacra Famiglia è un dipinto del pittore preraffaellita inglese James Collinson realizzato nel 1878 e conservato in una collezione privata.

## Storia
Fu realizzato quando l'artista viveva in Bretagna . La città sullo sfondo potrebbe essere Saint-Malo.

## Descrizione
La rappresentazione in oggetto è la Sacra Famiglia; il dipinto è ambientato all'esterno della casa, San Giuseppe è in piedi, scalzo. La Vergine Maria è inginocchiata e regge il Bambino Gesù. La scena specifica non appare nei Vangeli biblici, ma ha molti precedenti nell'arte rinascimentale. La colomba rappresenta, in genere, lo Spirito Santo che prese questa forma al battesimo di Gesù.
La rappresentazione estremamente dettagliata della flora in crescita è strettamente paragonabile alle prime opere preraffaellite di Collinson e differisce dagli altri suoi dipinti di questo periodo.